# Bin Samikh Tower
La Bin Samikh Tower est un gratte-ciel de 73 étages construit à Doha (Qatar). Sa construction s'est achevée en 2014.

## Historique
Ali bin Samikh al-Marri est un docteur qatari, président de la commission nationale sur les droits de l'homme. Il est aussi le PDG de Tamniyat Qatar Real Estate Investment (elle-même propriété de Grand Heritage International), l'entreprise chargée de la construction de la tour. La Bin Samikh holding, qui réunit les actifs d'Ali bin Samikh al-Marri, opère dans les secteurs de la construction et de la gestion immobilière selon les règles imposées par la charia.
La construction de la tour a commencé en 2011, et s'est achevée en 2014.

## Description
La construction de la tour, qui s'appelait à l'origine le Swiss Deluxe Grand Hotel, a nécessité un budget de $150 millions. La tour comporte 24 chambres d'hôtel de luxe, 170 appartements de résidence, 234 chambres, 192 appartements, et 4 restaurants. Les hôtel et appartements sont gérés par les sociétés suisses Swiss luxury hotel management group et Swiss-Attixs International Hotels Group (SAIH).